# Sonic Mega Collection
Sonic Mega Collection ist eine Videospielsammlung, die vom Sonic Team entwickelt und von Sega erstmals in Nordamerika am 10. November 2002 für den Nintendo GameCube veröffentlicht wurde. Sie enthält je nach Region insgesamt zwölf oder vierzehn Spiele, die von 1991 bis 1996 für das Sega Mega Drive erschienen sind, davon zehn aus der Sonic-Spieleserie.

## Inhalt
Die Sonic Mega Collection enthält folgende Spiele:
| Von Beginn an auswählbare Sonic-Spiele                                             | Von Beginn an auswählbare Sonic-Spiele | Von Beginn an auswählbare Sonic-Spiele | Von Beginn an auswählbare Sonic-Spiele |
| Name des Spiels                                                                    | Release                                | Genre                                  | Entwickler                             |
| ---------------------------------------------------------------------------------- | -------------------------------------- | -------------------------------------- | -------------------------------------- |
| Sonic the Hedgehog                                                                 | 1991                                   | Jump ’n’ Run                           | Sonic Team                             |
| Sonic the Hedgehog 2                                                               | 1992                                   | Jump ’n’ Run                           | Sonic Team & Sega Technical Institute  |
| Sonic the Hedgehog Spinball                                                        | 1993                                   | Action                                 | Sega Technical Institute & Polygames   |
| Dr. Robotnik’s Mean Bean Machine                                                   | 1993                                   | Puzzle                                 | Compile                                |
| Sonic the Hedgehog 3                                                               | 1994                                   | Jump ’n’ Run                           | Sonic Team & Sega Technical Institute  |
| Sonic & Knuckles                                                                   | 1994                                   | Jump ’n’ Run                           | Sonic Team & Sega Technical Institute  |
| Sonic 3D: Flickies’ Island                                                         | 1996                                   | Jump ’n’ Run                           | Sonic Team & Traveller’s Tales         |
| Freischaltbare Sonic-Spiele                                                        |                                        |                                        |                                        |
| Name des Spiels                                                                    | Release                                | Genre                                  | Entwickler                             |
| Blue Sphere                                                                        | 1994                                   | Puzzle                                 | Sonic Team & Sega Technical Institute  |
| Knuckles the Echidna in Sonic the Hedgehog 2                                       | 1994                                   | Jump ’n’ Run                           | Sonic Team & Sega Technical Institute  |
| Sonic 3 & Knuckles                                                                 | 1994                                   | Jump ’n’ Run                           | Sonic Team & Sega Technical Institute  |
| Weitere freischaltbare Spiele                                                      |                                        |                                        |                                        |
| Name des Spiels                                                                    | Release                                | Genre                                  | Entwickler                             |
| Flicky                                                                             | 1991                                   | Jump ’n’ Run                           | Sega Technical Institute               |
| Ristar                                                                             | 1995                                   | Jump ’n’ Run                           | Sega Technical Institute               |
| Comix Zone 1                                                                       | 1995                                   | Beat ’em up                            | Sega Technical Institute               |
| The Ooze 1                                                                         | 1995                                   | Action                                 | Sega Technical Institute               |
| Anmerkungen: 1 Nur auf der japanischen Version von Sonic Mega Collection enthalten |                                        |                                        |                                        |

Alle Spiele sind absolut identisch mit dem Sega-Mega-Drive-Original, wobei das erste Sonic the Hedgehog wahlweise in der japanischen, amerikanischen oder europäischen Version gespielt werden kann, was Unterschiede in der Framerate ausmacht. Die Anleitungen aller Spiele wurden eingescannt und sind einsehbar.
Weitere Inhalte der Collection sind über eingescannte Titel-Cover der Sonic-Comics von Archie Comics, beliebige Artworks, beide Zwischensequenzen von Sonic the Hedgehog CD, ein Video über die bisherige Historie des Franchises sowie ein Trailer zu Sonic Advance 2.

## Neuveröffentlichungen und Nachfolger
Die Sonic Mega Collection erschien exklusiv für den Nintendo GameCube. Im Jahre 2004 folgte die Sonic Mega Collection Plus mit sechs zusätzlichen Sonic-Spielen vom Sega Game Gear zunächst für PlayStation 2 und Xbox sowie 2006 für  Windows. Diese Version war dann auch Teil von 2 in 1 Combo Pack: Sonic Mega Collection Plus/Super Monkey Ball Deluxe (2005, Xbox), Sega Fun Pack: Sonic Mega Collection Plus & Shadow the Hedgehog (2009, PlayStation 2) und Sonic PC Collection (2009, PC).
Die Sonic Gems Collection, welche 2005 für den GameCube und für die PlayStation 2 erschien, enthielt neun andere Sonic-Spiele, die nicht auf Sonic Mega Collection oder Sonic Mega Collection Plus enthalten waren. Eine weitere, sich ausschließlich auf Sonic-Spiele konzentrierende Spielesammlung war die 2010 für den Nintendo DS veröffentlichte Sonic Classic Collection.

## Rezeption
Sonic Mega Collection wurde allgemein sehr positiv bewertet und verkaufte sich rund 1,513 Millionen Mal.

„So viel Sonic, bis Ihr blau werdet: In der Sonic Mega Collection steckt wirklich genug drin, um selbst den verbittertsten Igel-Fan wieder auf Wolke sieben zu befördern. Die Emulation der alten Mega-Drive-Klassiker funktioniert perfekt, beinhaltet somit aber auch die Macken der Vergangenheit: Spielstandspeicherung gibt’s bei den meisten Titeln leider keine. Dank der nicht dem Grundschema folgenden Titel wie Dr. Robotnik, Flicky und Ristar kommt ein erfrischender Schuss Abwechslung dazu, denn die Sonic-Spiele unterscheiden sich zwangsläufig nur begrenzt. Letztlich gilt das gleiche wie bei der Activision Anthology: Entweder liebt Ihr die Sammlung oder Ihr ignoriert sie – wer sich dafür interessiert, bekommt jedenfalls viel Spiel fürs Geld. Gelungene Sammlung der rasanten Hüpfspiel-Serie mit feinen Bonus-Dreingaben.“

„Einfach genial! Mit dem kleinen quirligen Igel dem Geschwindigkeitsrausch zu erliegen, macht auch heute noch unwahrscheinlich viel Spaß. Nicht nur Sonic-Fans werden davon begeistert sein. Wer außerdem noch massenweise Hintergrundinfos erfahren möchte, liegt mit dieser Sammlung goldrichtig.“